# Plateau de tournage

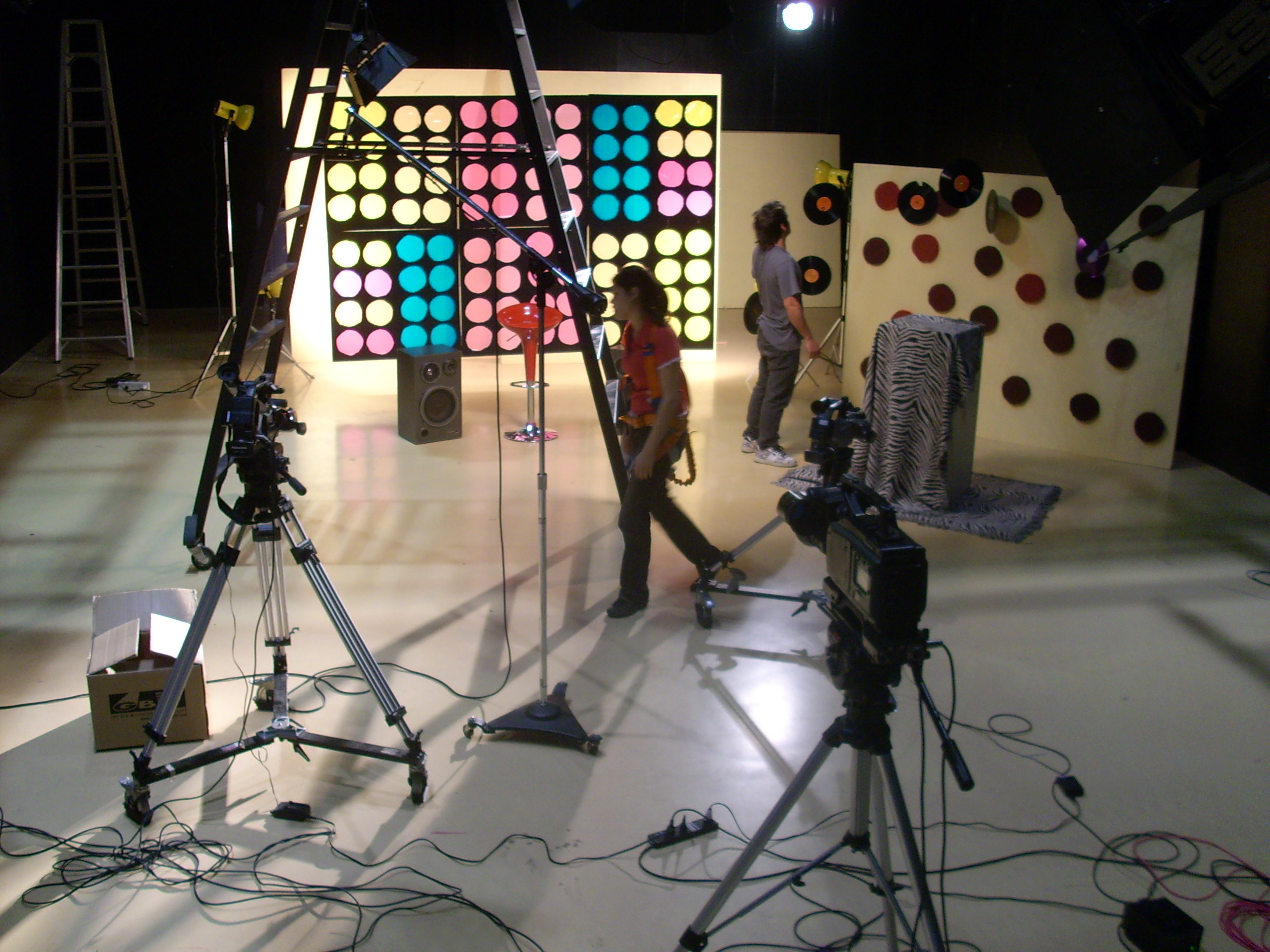
Plateau de télévision en Espagne en 2008.

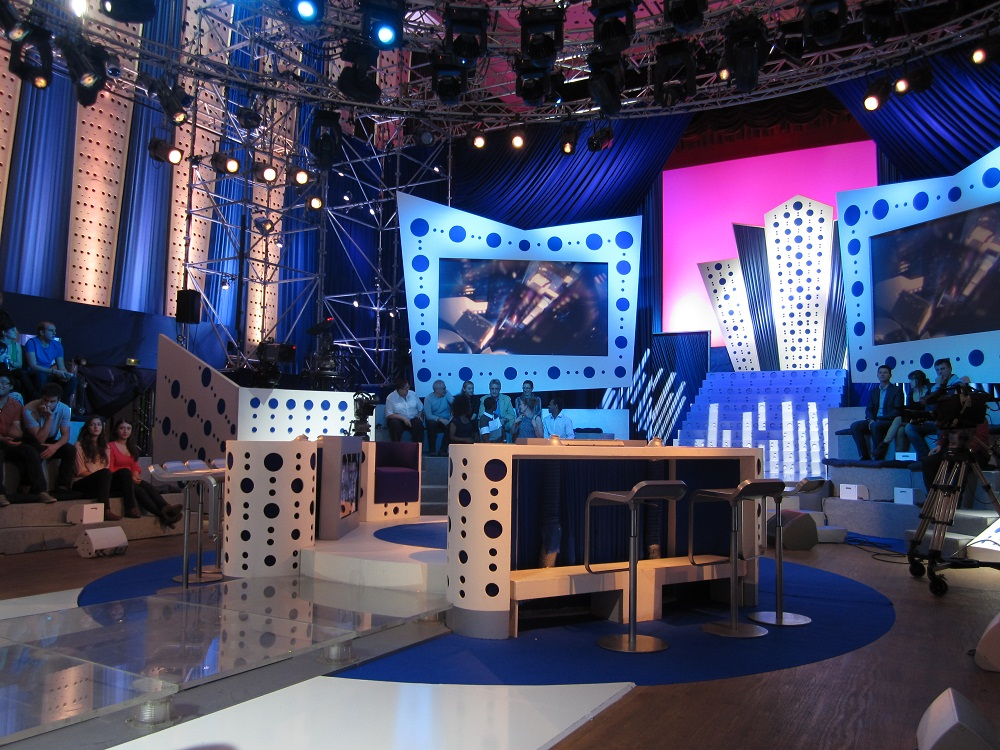
Plateau de tournage du débat télévisé français On n'est pas couché en 2011.

Le plateau de tournage se trouve dans le studio de tournage. C'est l'espace utilisé pour le tournage de films et d'émissions de télévision.
Il faut pouvoir y mettre au minimum des feuilles de décors (faux murs en bois) et avoir le noir total, c'est-à-dire aucune lumière naturelle.
Il est muni d'une grille au plafond, qui est une série de barres métalliques au plafond pour accrocher les projecteurs de lumière.
Le plateau doit être muni d'un minimum d'installations électriques, avec en général au-moins des prises de 63 ampères en triphasé. On peut aussi trouver sur le plateau des cycloramas (arrondis entre le sol et le mur) en fond de couleur verte pour les incrustations d'images, ou chroma key, en blanc ou noir, qui donnent un effet infini au personnage.
Autour du plateau peuvent se trouver des loges de maquillage, des espaces de stockage de matériel, des espaces de stockage pour les décors et les accessoires, une menuiserie pour fabriquer les décors, et une aire de stationnement pour les camions et les véhicules en général. L'idéal est que le plateau soit insonorisé.